# Ratare
Ratare (em cirílico: Ратаре) é uma vila da Sérvia localizada no município de Paraćin, pertencente ao distrito de Pomoravlje, na região de Pomoravlje. A sua população era de 541 habitantes segundo o censo de 2011.

## Demografia
| 1948 | 1953 | 1961 | 1971 | 1981 | 1991 | 2002 | 2011 |
| ---- | ---- | ---- | ---- | ---- | ---- | ---- | ---- |
| 757  | 796  | 798  | 751  | 719  | 667  | 610  | 541  |